# Karl Pfankuch

Logo von Karl Pfankuch & Co.

Karl Pfankuch (* 4. Juni 1883 in Melsungen; † 21. Dezember 1952 in Braunschweig) war ein deutscher Buchhändler, Verleger und Antiquar.

## Leben und Werk
Nach einer Buchhandelslehre in Braunschweig war Pfankuch dort ab 1907 zunächst als Verleger tätig. 1919 eröffnete er eine Buchhandlung und ein Antiquariat sowie ein Briefmarken-Geschäft. Aus den letzten beiden gingen Auktionshäuser hervor, die noch heute bestehen.

### Antiquariat und Auktionshaus Klittich-Pfankuch

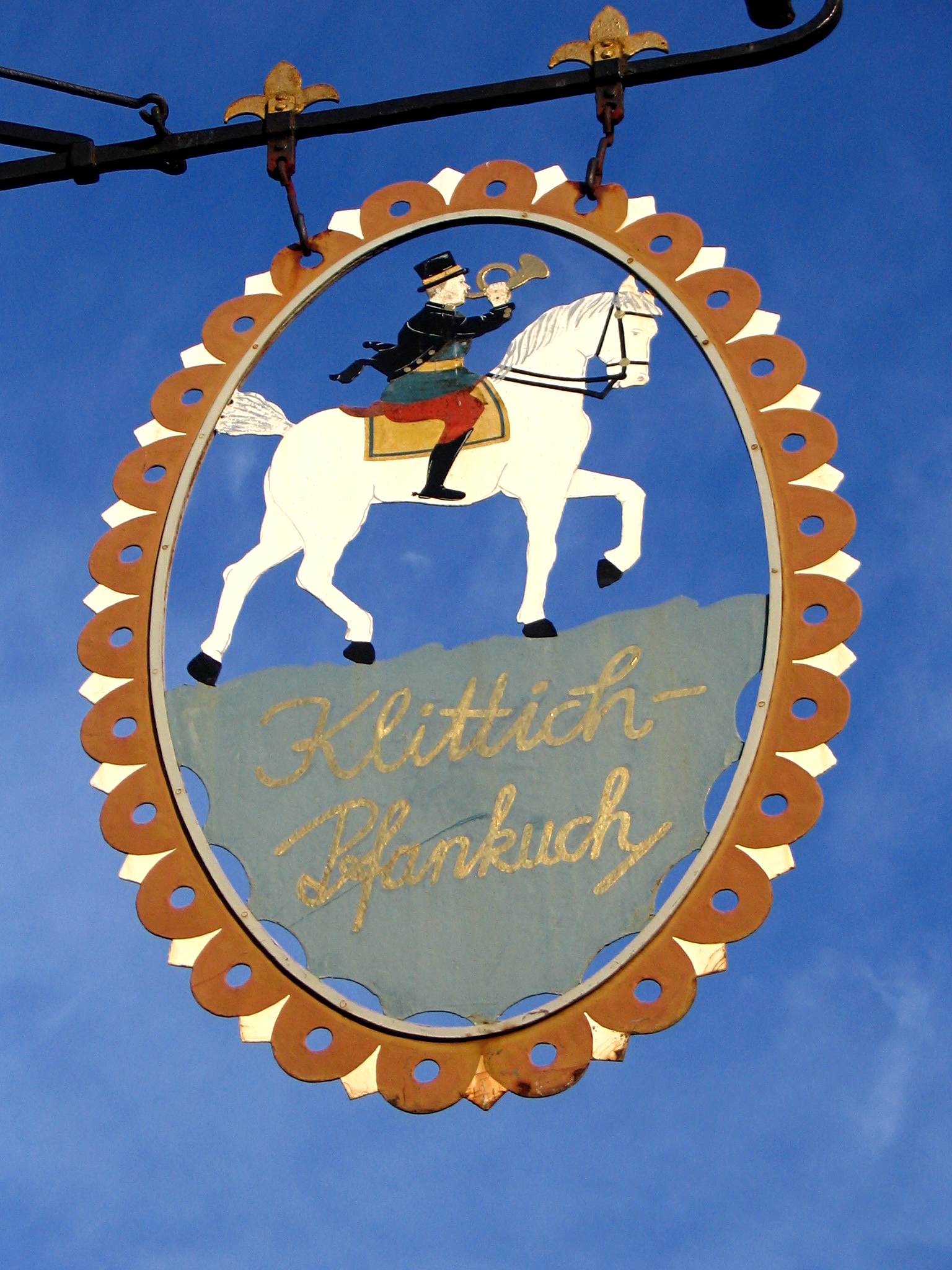
Nasenschild des Antiquariats Klittich-Pfankuch, Kleine Burg 11/12

1922 zog Karl Pfankuch mit seinem Buchantiquariat in eines der Ende des 15. Jahrhunderts errichteten Stiftsherrenhäuser in der Straße Kleine Burg 11/12, in der Innenstadt. 1928 erwarb er zusätzlich das Nebengebäude Kleine Burg 13. Diese Geschäftsräume wurden bis in die 2010er-Jahre genutzt.
Die Tochter Adelheid betrieb das Auktionshaus zusammen mit ihrem Ehemann Roger Klittich († 2015) weiter. Heute leitet deren Sohn das Unternehmen. Das Auktionshaus ist auf historische Schachliteratur, Schachfiguren sowie Schach-Zubehör und -Memorabilien spezialisiert. Antiquariat wie Auktionshaus befinden sich heute Theaterwall 17.

### Münzen und Briefmarken Auktions- und Handelshaus – Karl Pfankuch & Co.
1921 traten zwei Teilhaber in die Pfankuchsche Briefmarkenhandlung ein. In den schwierigen 1920er Jahren verließen Karl Pfankuch und einer der Teilhaber das Unternehmen, das der verbliebene Teilhaber allein weiterführte. Dieser eröffnete 1935 ein Ladengeschäft in der Schützenstraße, das aber bei dem verheerenden Bombenangriff auf Braunschweig am 15. Oktober 1944 vollständig zerstört wurde.
Nach Kriegsende wurde das Geschäft auf der Kastanienallee wieder eröffnet. Neben Briefmarken wurde nun auch mit Münzen gehandelt. Nach einer Zwischenstation in der Kuhstraße befindet sich das Geschäft nun seit 1970 Hagenbrücke 19.
1976 verstarb der Eigentümer auf einer Geschäftsreise und sein Neffe übernahm das Unternehmen, das er 1987 an einen Nachfolger übergab, der es wiederum zum 1. Januar 2019 an den derzeitigen Inhaber verkaufte.

### Buchhandlung Pfankuch
Die Buchhandlung wurde 1975 verkauft und befand sich ab Eröffnung der Burgpassage 1983 und bis 2018 dort sowie im Gebäude Kleine Burg 10. Heute befindet sich die Buchhandlung an der Ecke Vor der Burg/Domplatz, direkt gegenüber dem Westwerk des Braunschweiger Doms.

## Belege
1. ↑  Karl Pfankuch & Co.
2. ↑  Michael Dombrowsky: Zum 100sten: Herr Klittich schlägt zu vom 4. Juli 2019 auf chessbase.com.
3. ↑  A. Klittich - Pfankuch GmbH + Co. auf klittich-pfankuch.de
4. ↑  Michael Hille, Insa Schneider: Auktionshaus Karl Pfankuch & Co. In: Auktionshaus Karl Pfankuch & Co. Auktionshaus Karl Pfankuch & Co., 2022, abgerufen am 11. Januar 2023.
5. ↑  Insa Schneider, Michael Hille: Kontakt Karl Pfankuch. In: karl-pfankuch.de. karl-pfankuch.de,wordpress, 23. August 2023, abgerufen am 23. August 2023.
6. ↑  Jörn Stachura: Internet rettet Braunschweiger Traditionsunternehmen. In: Braunschweiger Zeitung vom 21. August 2020.

| Personendaten    | Personendaten                                |
| ---------------- | -------------------------------------------- |
| NAME             | Pfankuch, Karl                               |
| KURZBESCHREIBUNG | deutscher Verleger, Buchhändler und Antiquar |
| GEBURTSDATUM     | 4. Juni 1883                                 |
| GEBURTSORT       | Melsungen                                    |
| STERBEDATUM      | 21. Dezember 1952                            |
| STERBEORT        | Braunschweig                                 |